# Pozo Colorado
Pozo Colorado és una ciutat del Paraguai, capital del departament del Presidente Hayes. Es troba a la regió occidental del país, a 268 km d'Asunción, i té una població de 17.727 habitants. La seva economia es basa fonamentalment en la ramaderia.
A Pozo Colorado la temperatura màxima durant l'estiu arriba als 44 °C i durant l'hivern als 0 °C. La temperatura mitjana és de 26 °C.
La ciutat no té categoria de districte, però és molt important, ja que és un centre urbà i comercial. Les rutes Transchaco i Coronel Franco uneixen Pozo Colorado amb Concepción i impliquen gran trànsit comercial.